# Прикольный флот

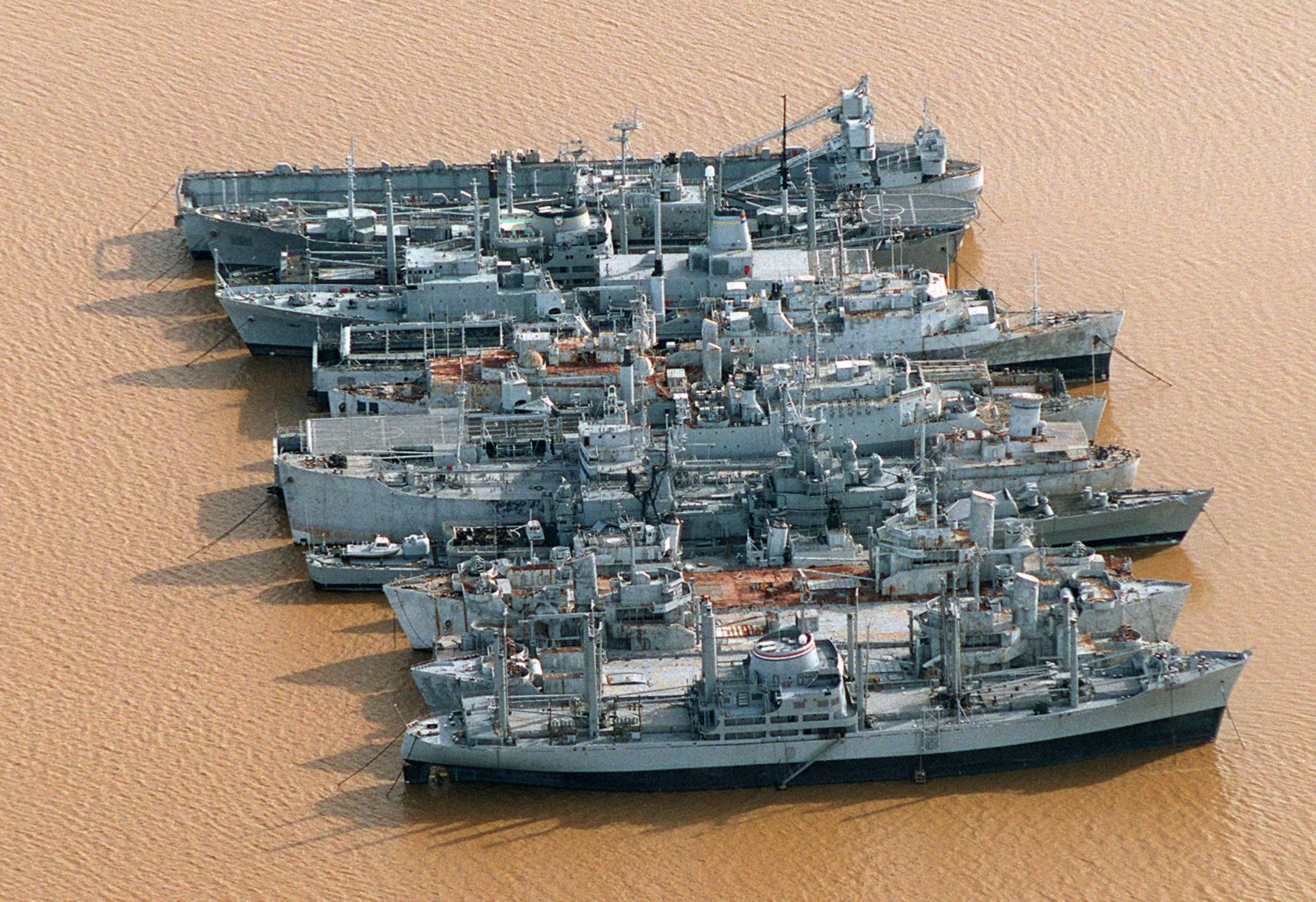
Военно-морские плавсредства резерва американского ВМФ на приколе в речной акватории, 1996 год

Прикольный флот — совокупность не имеющих экипажей плавсредств, которые определены к размещению на прикол в специально отведённой акватории и о выводе которых из эксплуатации было объявлено владельцами.
Как правило, суда отправляют на прикол из-за нерентабельности их использования по прямому назначению; такая практика широко используется во время экономических кризисов международного судоходства, когда грузовые возможности транспортного флота превышают потребности в перевозках (появляется излишек тоннажа флота). Морская статистика включает в состав прикольного флота все исправные плавсредства, которые простаивают без эксплуатации более двух месяцев, даже если никто не объявил их прикольными. Те суда, которые получили аварийные повреждения, в том числе и во время стоянки на приколе, относят в разряд отстойного флота.
В конце 1982 года суммарный дедвейт прикольного флота превысил 80 млн тонн, причём 85 % его составляли танкеры.

## Нормативно-правовые руководства
- 4.7. Зимовка и стоянка на приколе в порту // Общие правила плавания и стоянки судов в морских портах Российской Федерации и на подходах к ним. — Министерство Морского флота СССР и Министерство рыбного хозяйства СССР, 1990.